# 劉祐 (東漢)
劉祐（？—168年），一作劉佑，字伯祖，中山郡安國縣（今河北省安國市）人，東漢大司農、八俊之一。

## 生平
劉祐是漢朝宗室的後代，年少時修養自身的品行，學習嚴氏春秋、小戴禮記、古文尚書，在郡內擔任主簿。
劉祐被舉薦為孝廉，後來補任為尚書侍郎，由於劉祐熟悉史書故事，擅長文書又能言善辯，每次和天子稟報職事、陳述政見時，言辭應對都流暢無礙，因此受同僚們稱讚。

### 不吐茹之節
後來劉祐被任命為任城令，兗州以劉祐是優異的人才舉薦他。於是升任揚州刺史。當時會稽太守梁旻是大將軍梁冀的從弟。劉祐舉報梁旻的罪行，梁旻獲罪被召回。劉祐升任爲河東太守。當時所屬縣令長很多都是宦官子弟，百姓深受他們危害。劉祐上任後，剷除那群不法的強權、平反許多的冤案，劉祐的政績成爲河東郡、河內郡、河南郡「三河」的表率。
延熹四年（161年），劉祐被任命為尚書令，出任河南尹，調任司隸校尉。
劉祐後來被任命為宗正，三次升遷後任大司農。當時中常侍蘇康、管霸受漢桓帝寵信，他們霸佔天下良田、優秀的產業、山林湖澤，導致百姓們窮困、州郡裡的官員都忍氣吞聲。劉祐致書到那些被霸占的區域，依法令將二位所侵占的產業沒收。漢桓帝知道後勃然大怒，將劉祐送往左校勞動工作。
陳蕃多次向漢桓帝訴說李膺、馮緄、劉祐受到的冤屈，請求赦免他們的罪刑、讓他們恢復官職。言辭懇切，甚至痛哭流涕，漢桓帝都不願接受，直到應奉上書說情，漢桓帝這才下令免除三人的刑罰。
劉祐被赦免後，復職任三卿（司徒、太尉、司空），劉祐經常聲稱有病請辭，請求退職回鄉。詔書任命劉祐為中散大夫，於是劉祐隱居不出。每次三公出缺，朝廷都想到劉祐，但由於被誹謗而沒有任用他。

### 黨錮之禍
漢靈帝即位後，陳蕃輔政，劉祐為河南尹。建寧元年（168年），陳蕃密謀誅除宦官失敗，劉祐被罷黜返鄉，在家中去世。隔年（169年），黨人大肆被殺害，劉祐家因此沒有受到波及。
李膺、荀翌、杜密、王暢、劉祐、魏朗、趙典、朱寓八人，人稱八俊，即人中英傑。

## 搜神記中的劉祐
劉祐擔任河東太守時，劉祐住的地方的天花板上住著一位神靈，常常和與劉祐談話，它向劉祐說了京師有關詔令的消息。劉祐問神靈有想吃些甚麼，神靈想要羊肝。劉祐買了羊肝，讓人切割羊肝肉，肉隨著刀落下就一一消失，直到兩塊羊肝全都切完。忽然有隻老狸瞇著眼睛現身，一旁拿刀的人準備砍殺它，劉祐喝止。於是老狸回到天花板上，過了一會兒，老狸大笑說自己吃羊肝居然醉而現形，感到慚愧。後來，劉祐將要遷任司隸校尉時，神靈又告訴他某月某日詔書會到，果然如同神靈所說。劉祐到司隸府後，神靈追隨他來到天花板上，說了一些宮廷內要發生的事。劉祐感到恐懼，告訴神靈說他現在的職責是負責檢舉有違法的官員，如果讓人知道有神靈在他身邊，他肯定會被陷害。神靈說他有這樣憂慮，那是該離開的時候了，從此神靈消聲匿跡。

## 評價
- 應奉：祐數臨督司，有不吐茹之節。《資治通鑑·卷五十五》
- 延篤：昔太伯三讓，人無德而稱焉。延陵高揖，華夏仰風。吾子懷蘧氏之可卷，體甯子之如愚，微妙玄通，沖而不盈，蔑三光之明，未暇以天下為事，何其劭與。《後漢書·黨錮列傳》
- 竇武：今臺閣近臣，尚書令陳蕃，僕射胡廣，尚書朱宇[14]、荀緄、劉祐、魏朗、劉矩、尹勳等，皆國之貞士，朝之良佐。《後漢書·竇武傳》
- 皇甫規：劉祐、馮緄、趙典、尹勳，正直多怨。《後漢書·皇甫規傳》

## 延伸阅读
[在维基数据编辑]
 《後漢書/卷67》，出自范晔《後漢書》
 《東觀漢記》